# 24 Heures de Spa 1987
Navigation
Édition précédente Édition suivante
Les 24 Heures de Spa 1987, sont disputées les 1er août 1987 et 2 août 1987 sur le circuit de Spa-Francorchamps.

## Course

### Classement de la course
Les résultats ont été les suivants,:
| Pos | Classe | no  | Écurie                     | Pilotes                                                                         | Voitures                       | Tours | Qual Pos | Séries Points |
| --- | ------ | --- | -------------------------- | ------------------------------------------------------------------------------- | ------------------------------ | ----- | -------- | ------------- |
| 1   | 2      | 48  | Waterloo Motors            | Eric van de Poele Jean-Michel Martin Didier Theys                               | BMW M3                         | 481   | 7        |               |
| 2   | 2      | 43  | Bigazzi                    | Luis Pérez-Sala Olivier Grouillard Winfried Vogt                                | BMW M3                         | 473   | 23       | 40            |
| 3   | 2      | 63  | Garage du Bac              | Pascal Fabre Fabien Giroix Bernard de Dryver                                    | BMW M3                         | 469   | 8        |               |
| 4   | 3      | 5   | Allan Moffat Racing        | Allan Moffat John Harvey Tony Mulvihill                                         | Holden VL Commodore SS Group A | 468   | 19       |               |
| 5   | 2      | 41  | BMW Motorsport             | Altfrid Heger Christian Danner Franz Dufter                                     | BMW M3                         | 464   | 6        |               |
| 6   | 3      | 17  | Andy Rouse Engineering     | Alain Semoulin Jesús Pareja Thierry Tassin                                      | Ford Sierra RS Cosworth        | 464   | 13       |               |
| 7   | 2      | 47  | BMW Motorsport             | Gerrit van Kouwen Annette Meeuvissen Mercedes Stermitz                          | BMW M3                         | 464   | 36       |               |
| 8   | 3      | 18  | Waterloo Motors            | Marc Duez Philip Verellen Raijmond van Hove Pascal Witmeur                      | BMW 635CSi                     | 458   | 34       |               |
| 9   | 2      | 55  | Ecurie Motul Nogaro        | Bernard Salam Pierre Destic Alain Cudini                                        | Mercedes 190E                  | 456   | 22       |               |
| 10  | 2      | 45  | Auto Budde Team            | Volker Strycek Franz-Josef Bröhling Hermann Tilke                               | BMW 325i                       | 452   | 37       |               |
| 11  | 2      | 77  | Brixia Corse               | Gabriele Tarquini Rinaldo Drovandi Claudio Langes                               | Alfa Romeo 75                  | 451   | 20       | 30            |
| 12  | 2      | 75  | Alfa Corse                 | Jacques Laffite Paolo Barilla Jean-Louis Schlesser Nicola Larini Giorgio Pianta | Alfa Romeo 75                  | 447   | 10       | 24            |
| 13  | 2      | 44  | Bastos Racing Team         | Gérard Bleynie Lucien Guitteny Jean-Pierre Jabouille                            | BMW M3                         | 435   | 21       |               |
| 14  | 1      | 90  | Bemani Toyota              | Herbert Lingmann Ludwig Hölzl Philippe Müller                                   | Toyota Corolla GT              | 431   | 55       |               |
| 15  | 1      | 112 |                            | Paul Simons Valentin Simons Marcel Vandermaesen                                 | Toyota Corolla GT              | 431   | 58       |               |
| 16  | 2      | 76  | Alfa Corse                 | Walter Voulaz Marcello Cipriani Massimo Siena                                   | Alfa Romeo 75                  | 429   | 47       | 20            |
| 17  | 2      | 71  | Luigi Racing               | Georges Cremer Marco Curti Loris de Sordi                                       | Alfa Romeo 75                  | 426   | 39       |               |
| 18  | 1      | 103 | IMC Toyota                 | Pierre Fermine Serge de Liedekerke Grégoire de Mevius                           | Toyota Corolla GT              | 424   | 51       |               |
| 19  | 3      | 33  | Bavaria Automobiles        | Philippe Haezebrouck Pierre de Thoisy Harald Huysman Pascal Witmeur             | BMW 635CSi                     | 423   | 33       |               |
| 20  | 3      | 24  | Formula 1 Invest. PTY Ltd. | Michel Delcourt Alex Guyaux Graham Moore                                        | Holden VL Commodore SS Group A | 421   | 35       |               |
| 21  | 3      | 31  | CMS Sweden                 | Christer Simonsen Kurt Simonsen Jean-Marie Baert                                | Volvo 240T                     | 418   | 41       |               |
| 22  | 2      | 79  | Alfa Corse                 | Alessandro Nannini Giorgio Francia Jean-Louis Schlesser Giorgio Pianta          | Alfa Romeo 75                  | 417   | 14       | 16            |
| 23  | 2      | 61  | Ecurie Chardon des Dunes   | Noël van den Eeckhout Guy Van Mol Mike van Hooydonk                             | BMW 325i                       | 415   | 45       |               |
| 24  | 1      | 104 | IMC Toyota                 | Guy Katsers Jean-Claude Burton Jean-Pierre van de Wauwer                        | Toyota Corolla GT              | 414   | 59       |               |
| 25  | 1      | 117 | IMC Toyota                 | José Close André Hardy Emmanuel Remion                                          | Toyota Corolla GT              | 414   | 60       |               |
| 26  | 2      | 46  | Schnitzer Motorsport       | Roland Ratzenberger Dieter Quester Markus Oestreich Roberto Ravaglia            | BMW M3                         | 413   | 12       | 12            |
| 27  | 1      | 119 | IMC Toyota                 | John Nielsen Michel Luxen Renaud Verreydt                                       | Toyota Corolla GT              | 408   | 53       |               |
| 28  | 1      | 120 | IMC Toyota                 | Claude Holvoet Giovanni Bruno Didier Noirhomme                                  | Toyota Corolla GT              | 378   | 62       |               |
| DNF | 2      | 59  | Bastos Racing Team         | Dirk Vermeersch Giovanni Fontanesi Massimo Micangeli                            | BMW M3                         | 445   | 31       |               |
| DNF | 3      | 16  | Bavaria Automobiles        | René Metge Jean-Pierre Jaussaud Joël Gouhier Pascal Witmeur                     | BMW 635CSi                     | 423   | 25       |               |
| DNF | 3      | 7   | Eggenberger Motorsport     | Klaus Ludwig Thierry Boutsen Klaus Niedzwiedz                                   | Ford Sierra RS Cosworth        | 406   | 1        |               |
| DNF | 3      | 15  | Bastos Toyota Team         | Anders Olofsson Pierre-Alain Thibaut Éric Bachelart                             | Toyota Supra                   | 346   | 43       |               |
| DNF | 3      | 6   | Eggenberger Motorsport     | Steve Soper Pierre Dieudonné Philippe Streiff                                   | Ford Sierra RS Cosworth        | 332   | 2        |               |
| DNF | 2      | 42  | BMW Motorsport             | Johnny Cecotto Gianfranco Brancatelli Mauro Baldi                               | BMW M3                         | 310   | 3        |               |
| DNF | 3      | 8   | Andy Rouse Engineering     | Andy Rouse Thierry Tassin Win Percy                                             | Ford Sierra RS Cosworth        | 252   | 5        |               |
| DNF | 2      | 40  | Schnitzer Motorsport       | Ivan Capelli Roberto Ravaglia Emanuele Pirro                                    | BMW M3                         | 233   | 4        |               |
| DNF | 3      | 3   | HDT Racing P/L             | Peter Brock Neville Crichton David Parsons                                      | Holden VL Commodore SS Group A | 206   | 18       |               |
| DNF | 2      | 85  | Schnitzer Motorsport       | Allan Grice Roberto Moreno Wilhelm Siller                                       | BMW M3                         | 178   | 15       |               |
| DNF | 2      | 57  | Marko AMG                  | Peter Oberndorfer Franz Klammer Peter John                                      | Mercedes 190E                  | 143   | 24       |               |
| DNF | 2      | 78  | Alfa Corse                 | Carlo Rossi Alessandro Santin Giacomo Bossini                                   | Alfa Romeo 75                  | 133   | 17       |               |
| DNF | 2      | 58  | Bastos Racing Team         | Zdeněk Vojtěch Maurizio Micangeli Enzo Calderari                                | BMW M3                         | 115   | 27       |               |
| DNF | 1      | 113 | Tom's GB Ltd.              | Phil Dowsett Tiff Needell Masanori Sekiya                                       | Toyota Corolla GT              | 101   | 50       |               |
| DNF | 2      | 66  | J.M.S. Racing Team         | Claude Ballot-Léna Jean-Pierre Malcher Jean-Marc Smadja                         | BMW M3                         | 82    | 11       |               |
| DNF | 3      | 14  | Bastos Toyota Team         | Hans Heyer Frank Jelinski Eddy Joosen                                           | Toyota Supra                   | 59    | 32       |               |
| DNF | 3      | 11  | Wolf Racing Barclay        | Jari Nurminen André Malherbe Jean-Denis Delétraz                                | Ford Sierra RS Cosworth        | 9     | 26       |               |
| DNF | 3      | 4   | Wolf Racing Barclay        | Joachim Winkelhock Didier Artzet Manfred Burkhard                               | Ford Sierra RS Cosworth        | 5     | 9        |               |
| DNF | 2      | 49  | N.K. Motorsport            | Jürgen Hamelmann Robert Walterscheid-Müller Patrick de Radiguès                 | BMW M3                         |       | 28       |               |
| DNF | 3      | 35  | Garage du Bac              | Denis Morin Ferdinand de Lesseps Hervé Regout                                   | BMW 635CSi                     |       | 29       |               |
| DNF | 3      | 28  | Ford Motorsport Luxembourg | Romain Feitler Bernard Santal Gaston Rahier                                     | Ford Sierra RS Cosworth        |       | 30       |               |
| DNF | 3      | 19  | Waterloo Motors            | Roberto Castagna Roberto Orlandi Roger Visconti                                 | BMW 635CSi                     |       | 38       |               |
| DNF | 3      | 32  | Ford Motorsport Luxembourg | Romain Wolff Guy Neve Jean-Paul Libert                                          | Ford Sierra RS Cosworth        |       | 40       |               |
| DNF | 3      | 13  | Zeus Computers Racing      | Quirin Bovy Michel Maillien Vincent Bertinchamps                                | Rover Vitesse                  |       | 42       |               |
| DNF | 3      | 34  | Jeroen Hin Racing          | Jeroen Hin Frans Verschuur Stéphane Cohen                                       | Holden VL Commodore SS Group A |       | 44       |               |
| DNF | 2      | 70  | Luigi Racing               | François-Xavier Boucher Jean Hex Philippe Soreil                                | Alfa Romeo 75                  |       | 46       |               |
| DNF | 2      | 84  | Mazda Dealer Team Holland  | Hans van der Beek Raymond Coronel Loek Vermeulen                                | Mazda 929                      |       | 48       |               |
| DNF | 1      | 92  | Team Toyota GB             | Chris Hodgetts Andrew Bagnall Mark Jennings                                     | Toyota Corolla GT              |       | 49       |               |
| DNF | 3      | 29  | Jumet Motor Racing         | Jean Wansart Cyriel Raes                                                        | BMW 635CSi                     |       | 52       |               |
| DNF | 1      | 114 | Tom's Co. Ltd.             | Hideshi Matsuda Kaoru Hoshino Kaori Okamoto                                     | Toyota Corolla GT              |       | 54       |               |
| DNF | 1      | 121 | IMC Toyota                 | Roger Rutten Marc Dries Eddy van Esch                                           | Toyota Corolla GT              |       | 56       |               |
| DNF | 1      | 115 | Belgian Audi VW Club       | Philippe Ménage René Schenk Bernard Winderickx                                  | VW Golf GTI                    |       | 57       |               |
| DNF | 1      | 100 | Alfa Corse                 | Carlo Brambilla Daniele Toffoli Alain Thiebaut                                  | Alfa Romeo 33                  |       | 61       |               |

- Les pilotes en italique ont participé aux essais dans la voiture mais n'ont pas participé à la course .